# Барч, Отто Эдуардович
Отто Эдуардович Барч (род. 20 декабря 1943, Фрунзе) — советский легкоатлет, специализировавшийся в спортивной ходьбе, участник трёх Олимпиад (1968, 1972, 1976).

## Биография
Родился в семье российских немцев.
Воспитанник тренера Николая Жилова. Представлял Киргизскую ССР.
Трёхкратный чемпион СССР (1973 — 50 км, 1975 — 20 км, 1978 — 50 км). Также неоднократно был призёром на дистанции 50 км, завоевал серебро в 1969, 1970, 1971, 1972, 1974 году, бронзу — в 1968 году.
На Олимпиаде-1968 участвовал на дистанции 20 км, занял шестое место. В 1972 году на дистанции 50 км стал четвёртым, а на дистанции 20 км — шестым. В 1976 году на дистанции 20 км занял 13-е место.
Серебряный медалист Кубка мира по спортивной ходьбе 1973 года. Серебряный призёр Чемпионата Европы 1974 года на дистанции 50 км.
После распада СССР эмигрировал в Германию.
В 1974 году режиссёр Карел Абдыкулов снял документальный 10-минутный фильм об Отто Барче, который стал лауреатом фестивалей в Минске и Оберхаузене.